# Camp de la Lande de Monts
Le Camp de la Lande de Monts est un camp d'internement de la Seconde Guerre mondiale, situé sur le territoire de la commune de Monts (Indre-et-Loire).

## Historique
Le camp fut construit vers 1937, avec trois autres, pour loger une partie des nombreux ouvriers travaillant à la poudrerie nationale du Ripault, toute proche. Il fut réquisitionné par la Gestapo après l'armistice du 22 juin 1940. Il abrita d'abord des juifs polonais évacués de Moselle. En septembre 1942, 422 Juifs furent dirigés de ce camp vers le Camp de Drancy puis déportés à Auschwitz. 14 personnes survécurent[réf. souhaitée].
Le rabbin Moïse Kalhenberg, de Metz, était le guide spirituel de ces détenus.
Après les détenus Juifs, ce furent 298 femmes communistes qui furent détenues dans ce camp. Parmi elles, Paulette Capliez a été internée dans le camp de la Lande avant son transfert à Poitiers. Une d'entre elles fut exécutée, elle avait été dénoncée comme juive par une infirmière française. Le camp servit également à abriter les populations sinistrées dans l'explosion de la poudrerie du Ripault le 18 octobre 1943.
La guerre finie, le camp sert de résidence à des employés du Ripault et du laboratoire Roger Bellon. Ses installations sont détruites dans les années 1960 et des lotissements construits à son emplacement.